# Anhangüera
Anhangüera là một đô thị thuộc bang Goiás, Brasil. Đô thị này có diện tích 56,642 km², dân số năm 2007 là 914 người, mật độ 16,1 người/km².